# Actenodes calcaratus
Actenodes calcaratus är en skalbaggsart som först beskrevs av Louis Alexandre Auguste Chevrolat 1835.  Actenodes calcaratus ingår i släktet Actenodes och familjen praktbaggar. Inga underarter finns listade i Catalogue of Life.